# Istočna Slavonija, Baranja i Zapadni Srijem (1995. – 1998.)
Istočna Slavonija, Baranja i Zapadni Srijem (srp. Источна Славонија, Барања и Западни Срем), obično skraćeno kao Istočna Slavonija, bio je kratkotrajni srpski paralelni entitet na području Hrvatske uz rijeku Dunav.
Entitet je obuhvaćao isto područje kao i SAO Istočna Slavonija, Baranja i Zapadni Srijem, koja je formirana 1991. godine, a kao eksklava je pripojena samoproglašenoj Republici Srpskoj Krajini. Kada je potonji entitet poražen na kraju Domovinskog rata 1995., teritorij istočne Slavonije ostao je još tri godine u kojima je doživio značajne promjene koje su u konačnici dovele do mirne reintegracije putem Prijelazne uprave Ujedinjenih naroda za istočnu Slavoniju, Baranja i Zapadni Srijem (UNTAES).
U razdoblju od kolovoza 1995. do siječnja 1996. područje je funkcioniralo kao krnje područje Republike Srpske Krajine. Razdoblje je obilježeno povećanom nesigurnošću i očekivanjem hrvatske vojne ofenzive. Diplomatsko rješenje kojim je izbjegnut sukob u istočnoj Slavoniji postignuto je 12. studenoga 1995. potpisivanjem Erdutskog sporazuma uz značajnu potporu i olakšanje međunarodne zajednice (prvenstveno SAD-a, Ujedinjenih naroda, i raznih europskih aktera).
Kao rezultat činjenice da je UNTAES postao efektivna vlada regije, od siječnja 1996. nadalje lokalne paralelne institucije istočne Slavonije, Baranje i zapadnog Srijema počele su djelovati prvenstveno kao konsocijacijske predstavničke institucije srpske zajednice u regiji. Kao takvi, bili su priznati i uključeni u razrađene inicijative dijeljenja vlasti od strane UNTAES-a, ali su postupno ukinuti kako se lokalna srpska zajednica eksponencijalno više integrirala i uključila u dijeljenje vlasti u redovnim glavnim institucijama hrvatske države/društva. Istodobno, hrvatski i drugi prognanici iz regije i hrvatskih institucija postupno se vraćaju u regiju. Hrvatskim državnim dužnosnicima dobrodošlicu u regiju poželjela je administracija UNTAES-a, pa tako iu vrijeme prvog posjeta predsjednika Hrvatske Franje Tuđmana krajem 1996. godine kada je čelnik UNTAES-a Jacques Paul Klein organizirao susret hrvatskog i srpskog izaslanstva u sjedištu UNTAES-a u Vukovaru 
Ukidanjem paralelnih srpskih tijela istočne Slavonije, Baranje i zapadnog Srijema, lokalna srpska zajednica počela je ostvarivati svoje pravo na osnivanje redovnih institucija i tijela kulturne samouprave. Glavni među njima bilo je Zajedničko vijeće općina, izabrano savjetodavno sui generis međuopćinsko tijelo stvoreno da zastupa interese srpske zajednice u regiji. Taj je proces bio posljedičan za ostatak Hrvatske te je omogućio stvaranje drugih državnih tijela poput Srpskog narodnog vijeća  Međunarodna zajednica ostala je prisutna u regiji prvenstveno u svojstvu promatrača putem Grupe za podršku civilnoj policiji Ujedinjenih naroda (16. siječnja 1998. – 15. listopada 1998.) i Misije OESS-a u Hrvatskoj (1996. – 2007.).

## Povijest

### Porijeklo
Istočna Slavonija, Baranja i Zapadni Srijem formirani su od jedinog dijela pobunjeničke Republike Srpske Krajine koji nisu osvojile hrvatske vladine snage u kolovozu 1995. Nakon operacije Oluja u kolovozu 1995., kojom je veći dio Republike Srpske Krajine vraćen pod hrvatsku kontrolu, istočna Slavonija, Baranja i zapadni Srijem postali su de facto samoupravni teritorij. Neposredno po završetku operacije Oluja, američki predsjednik Bill Clinton, u okviru inicijative za prekid rata u Bosni, izjavio je:
 
Hrvatska se u tom razdoblju dvoumila između diplomatskog ili vojnog rješenja, ali je zbog snažnog pritiska međunarodne zajednice odbačena mogućnost vojne intervencije. U studenom 1995. čelnici lokalnih Srba potpisali su Erdutski sporazum, kojim je dogovorena konačna ponovna integracija ove regije u Hrvatsku.  Erdutski sporazum postignut je u sklopu pregovora na konferenciji Daytonskog sporazuma. Ipak, hrvatski pregovarački tim odbacio je plan Z-4 koji je kao temelj pregovora bio predložio Bill Clinton. 

### Erdutski sporazum i osnivanje UNTAES-a
Erdutskim sporazumom Istočna Slavonija, Baranja i Zapadni Srijem 15. siječnja 1996. zamijenjena je Prijelaznom upravom Ujedinjenih naroda za Istočnu Slavoniju, Baranju i Zapadni Srijem. Cilj misije UNTAES-a bio je stvaranje prijelaznog razdoblja tijekom kojeg bi mirovne snage UNTAES-a nadzirale mirnu reintegraciju teritorija u Hrvatsku. U razdoblju od 1995. do 1998. Srbi su to područje nazivali "Podunavska Krajina", a Hrvati "Hrvatsko Podunavlje". Naziv koji se često koristio za nju između 1995. i 1998. bio je Srijemsko-baranjska oblast. Ponekad se za ovu regiju koristio i skraćeni naziv Istočna Slavonija. 
U okviru reintegracije 1996. godine i pod pritiskom međunarodne zajednice donesena je odluka o aboliciji za one koji su sudjelovali u pobuni.(ref) Jedna od glavnih zadaća nove misije Ujedinjenih naroda bila je stvaranje uvjeta za povratak Hrvata prognanih tijekom rata na ovim prostorima. Također su nastojali izbjeći novi val iseljavanja etničke srpske zajednice u Srbiju koji je viđen nakon operacije Oluja.
Hrvatska vlada je 1996. godine sve gradove i općine u regiji proglasila područjima posebne državne skrbi. Godine 1998. misija UNTAES-a je završena i teritorij je formalno integriran u Hrvatsku.

### Lokalne vlasti do kraja reintegracije
Nakon operacije Bljesak, predstavnici Republike Srpske i Republike Srpske Krajine najavili su da će provesti ujedinjenje ova dva entiteta. Kao odgovor na to, čelnici lokalnih Srba u istočnoj Slavoniji, Baranji i zapadnom Srijemu osnovali su tijelo pod nazivom Koordinacijski odbor koji se protivio ujedinjenju, tvrdeći da bi ono samo produbilo krizu i naštetilo namjerama Beograda da postigne mir u Bosni. Vlasti RSK u Kninu kao cilj Koordinacionog odbora proglasile su odcjepljenje Istočne Slavonije, Baranje i Zapadnog Srijema od Republike Srpske Krajine, tvrdeći da sada nema vlasti u Kninu, već u Beogradu. Ova izjava postala je stvarnost nakon završetka operacije Oluja jer zapadni dijelovi Republike Srpske Krajine više nisu postojali. Tijekom hrvatskih vojnih akcija Bljesak i Oluja na zapadnim dijelovima Krajine, vojska u istočnoj Slavoniji nije djelovala protiv Hrvatske vojske. Međutim, predstavnici lokalnih Srba oštro su osudili djelovanje Hrvatske vojske. Nakon ovih događaja osnovana je institucija koja je nazvana Narodno vijeće Srijemsko-baranjske oblasti, a naziv regije je promijenjen u Srijemsko-baranjska oblast. Budući da je regija željela održati kontinuitet s Republikom Srpskom Krajinom za buduće pregovore, regija je također osnovala Narodno vijeće Republike Srpske Krajine Sremsko-baranjske oblasti. U Iloku je 1996. godine bilo prijedloga da se ukine kotarska skupština jer nije bilo uvjeta za njen rad, ali je taj prijedlog odbijen. Okružna skupština bila je tijelo od 50 članova biranih na izborima. Godine 1997. u Vukovaru je osnovana Samostalna demokratska srpska stranka. Iste godine osnovano je Zajedničko vijeće općina, a do kraja reintegracije svi ostali entiteti su ukinuti i zamijenjeni hrvatskim institucijama.

### Domaće srpsko stanovništvo i Srbi iz ostalih dijelova Hrvatske
Lokalno srpsko stanovništvo nije s odobravanjem gledalo na planove o ponovnom ujedinjenju regije s Hrvatskom. Krajem lipnja 1996. nevladine organizacije u regiji organizirale su peticiju kojom su tražile da regija ostane posebno područje s neovisnom izvršnom, zakonodavnom i sudskom vlašću. Peticiju je potpisalo 50.000 stanovnika istočne Slavonije, Baranje i zapadnog Srijema. Peticija je zatim poslana Ujedinjenim narodima. Godine 1997. u Vukovaru su organizirani prosvjedi u kojima je lokalno stanovništvo pozivalo na uspostavu autonomnih srpskih institucija nakon završetka reintegracije. Prosvjedi su okupili između 5.000 i 12.000 sudionika. Prosvjednici su na prosvjedima izrazili protivljenje podjeli regije na dvije hrvatske županije (Vukovarsko-srijemsku i Osječko-baranjsku). To se pitanje postavilo na referendumu o cjelovitosti istočne Slavonije 1997. godine na kojem je, prema podacima Izborne komisije, odaziv birača bio 77,40 posto. Navodno je 99,01% ili 99,5% birača glasovalo za cjelovitost regije unutar Hrvatske. Ipak, to nije spriječilo odluku i regija je podijeljena. Predstavnici misija Ujedinjenih naroda u regiji kazali su da je referendum irelevantan jer takva opcija nikada nije razmatrana.

### Hrvati iz regije
Većina etničkih Hrvata iz istočne Slavonije, Baranje i zapadnog Srijema protjerana je iz regije u sukobima početkom devedesetih. Progon 150 mještana Ćelija u selu općine Trpinja u srpnju 1991. bio je prvi masovni egzodus stanovništva u Domovinskom ratu.(ref) Iako je jedna od zadaća prve misije Ujedinjenih naroda UNPROFOR-a bila stvaranje uvjeta za povratak izbjeglica, do potpisivanja Erdutskog sporazuma malo je učinjeno po tom pitanju. To je potaknulo izbjeglice da se organiziraju u nove zajednice u Hrvatskoj. Ovi prognanici iz regije koji sada žive u Hrvatskoj organizirali su regionalne klubove, izbjegličke organizacije i izložbe. Osim toga, novine i druge publikacije izlazile su iu drugim dijelovima Hrvatske, što uključuje Vukovarske Novine, Hrvatski Tovarnik, Iločki list, Lovaski list, Baranjske novine, Vukovarac i Zov Srijema.  Organizirani su i prosvjedi protiv UNPROFOR- a i blokade službenih prijelaza UNPROFOR-a između regije i Hrvatske. Do kraja mandata UNTAES-a samo su dvije katoličke crkve u regiji još uvijek bile u redovnom radu.

### Događaji nakon završetka reintegracije
Nakon završetka reintegracije regije i odlaska UNTAES-a, nova Grupa za podršku civilnoj policiji Ujedinjenih naroda (UNPSG) raspoređena je u regiju od 16. siječnja 1998. do 15. listopada 1998. Sve do 2007. Misija OESS-a u Hrvatskoj ostala je aktivna u zemlji s fokusom na regiju koja je bila pod kontrolom UNTAES-a. Misija je osigurala policijsku promatračku skupinu za regiju u razdoblju od 1998. do 2000. godine. Zajedničko vijeće općina osnovano je kao jedna od središnjih institucija u regiji, ali ni na koji način nije bilo pravno povezano kao nasljednik istočne Slavonije, Baranje i zapadnog Srijema. U nekadašnjem administrativnom središtu i najvećem gradu Vukovaru, 1998. godine otvoren je Generalni konzulat Republike Srbije. Osnovan je ili nastavio s radom velik broj institucija srpske manjine na tom području, poput Eparhije osječkopoljske i baranjske, Radio Borova, Društva za srpski jezik i književnost Republike Hrvatske, Samostalne demokratske srpske stranke i dr. Hrvatska i Srbija još uvijek imaju otvorene granične sporove na ovom području oko dva dunavska otoka – Vukovarske i Šarengradske ade.

## Geografija
Područje bivše istočne Slavonije, Baranje i zapadnog Srijema dio je srednjoeuropskog panonskog bazena. Istočna granica regije uglavnom je bila rijeka Dunav, dok je približno jedna trećina zapadne granice bila rijeka Drava. Prirodni rezervat Kopački rit nalazio se u blizini ušća Drave u Dunav i činio je veliku zemljopisnu barijeru – nije bilo cestovne ni željezničke veze između Baranje i južnih dijelova teritorija, osim preko Srbije.
Ostale granice nisu bile prirodne: granica s Mađarskom na sjeveru postojala je još od Kraljevine SHS, istočna granica sa SR Jugoslavijom dijelom je postojala od Kraljevine Slavonije (na Dunavu), a dijelom je postavljena formiranjem SFR Jugoslavije, dok je granica s ostatkom Hrvatske na zapadu i jugu nastala nakon rješavanja bojišnica u prvoj fazi Domovinskog rata.
Istočna Slavonija, Baranja i Zapadni Srijem na svom su teritoriju imala 124 naselja, a sa svojih 193.510 stanovnika bila je najveća srpska autonomna oblast po broju stanovnika nastala na području Hrvatske.  Istočna Slavonija je pretežno ravničarsko područje, s najboljim tipom tla gdje je poljoprivreda vrlo razvijena, osobito na poljima pšenice. Ima i nekoliko šuma kao i vinograde. Naftna polja Đeletovci nalaze se između sela Đeletovci, Banovci i Nijemci.
Promet preko Autoceste bratstva i jedinstva (danas A3) prekinut je formiranjem ESBZS-a. Vodeni promet Dunavom se odvijao nesmetano. Rijeka Drava u to vrijeme nije bila plovna. Zatvorena je i željeznička pruga između Zagreba i Beograda te promet između Budimpešte i Sarajeva.

## Vlada

### Predsjednici Koordinacijskog odbora
- Slavko Dokmanović (7. kolovoza 1995. – 22. travnja 1996.)
- Goran Hadžić (23. travnja 1996.[1] – 15. siječnja 1998.)

### Predsjednici Izvršnog odbora
- Borislav Držajić (7. kolovoza 1995. – 1996.)
- Vojislav Stanimirović (23. travnja 1996. [1] – 29. svibnja 1997. [1] )

## Vanjske poveznice
|  | Zajednički poslužitelj ima još gradiva o temi Istočna Slavonija, Baranja i Zapadni Srijem (1995. – 1998.) |